# Раймунд (IV) (граф Тулузы)
Раймунд IV (фр. Raymond (IV) de Toulouse, 925/930—972) — граф Тулузы и маркиз Готии, граф Нима, Альби и Керси (после 944—972), сын Раймунда III Понса и Герсенды Гасконской.

## Происхождение
Некоторые источники не сообщают о существовании Раймунда IV и его сына Раймунда V. В этих работах показано, что Гильом III Тайлефер был единственным сыном и наследником Раймунда III Понса. Однако несовпадение дат опровергает отцовство Раймунда Понса над Гильомом Тайлефером, из-за чего историки в настоящий момент предполагают, что Раймунд Понс был отцом Раймунда IV, а Гильом III был его правнуком.

## Биография
В неустановленный точно период времени между 944 и 969 годами Раймунд IV стал графом Тулузы и маркизом Готии. В Готии его соправителем был Раймунд III. Никаких сведений о передачи данных владений Раймунду в источниках нет, поэтому, скорее всего, он унаследовал их от отца Раймунда III Понса. 
Никаких прямых упоминаний о правлении Раймунда IV не сохранилось. 2 июля 972 года на слушаниях в графстве Ним присутствовал некий граф Раймунд. Точно не известно, кто упоминается в документе об этом событии: Раймунд IV или Раймунд III, граф Руэрга. В то время графы Руэрга были гораздо влиятельнее, чем графы Тулузы.
В 972 году граф Раймунд скончался. Он передал графство Тулуза и маркизат Готия своему сыну Раймунду V.

## Брак и дети
Жена: вероятно, Гунидильда:
- Раймунд V Тулузский (945/955—убит в Гарацо 972/979)
- Гуго[5] (убит ранее 992)
- Лидгарда (950/953—после 18 апреля 980): муж — Борель II, граф Барселоны
- Также есть версия, что Понс, граф Альби, был сыном Раймунда (IV) или Раймунда III Понса.